# ساموئل ناسیمنتو
ساموئل ناسیمنتو (پرتغالی: Samuel Nascimento؛ زادهٔ ۱۹ اکتبر ۱۹۹۰) بازیگر و خواننده اهل برزیل است.
از فیلم‌ها یا مجموعه‌های تلویزیونی که وی در آن‌ها نقش داشته‌است، می‌توان به ویولتا اشاره نمود.